# Herbert Brown (cầu thủ bóng đá)
Herbert Archibald Brown (thi đấu trong thời kỳ 1928–1932) là một cầu thủ bóng đá người Anh có 139 lần ra sân ở Football League thi đấu cho Darlington ở thập niên 1920 và 1930. Ông cũng thi đấu bóng đá non-league cho Shildon và Spennymoor United. Brown, một hậu vệ trái, cùng với Hughie Dickson thi đấu ở hàng hậu vệ ở phần sau sự nghiệp của Dickson.